# Стандарт (планеры)
«Стандарт» — попытка О. К. Антонова совместно с П. В. Цыбиным спроектировать первый планёр для серийного производства. Существовали две модели данного планёра: «Стандарт-1» и «Стандарт-2», выпущенные ограниченными сериями.

## История
Первый вариант, «Стандарт-1», выпущен в 1929, однако разработчики остались таковым недовольны и приняли решение кардинально переделать. В 1930, целиком переработав конструкцию этого планёра, в частности заменив сложную в разборке 4-стержневую хвостовую ферму складной балкой, а также косые нервюры в крыле фанерной и добавив, кроме заднего, также передний обтекатель — добились определённого улучшения аэродинамики летательного аппарата и создали «Стандарт-2». В крупносерийное производство эти планёры не пошли, однако цель была достигнута в следующем планёре ОКА-7, созданном на базе сделанных наработок, который и стал первым советским массово выпускаемым.